# Pachistopelma bromelicola
Pachistopelma bromelicola is een spinnensoort uit de familie van de vogelspinnen (Theraphosidae). De wetenschappelijke naam van de soort werd voor het eerst geldig gepubliceerd in 2012 door Bertani.

## Voorkomen
De soort komt voor in Brazilië.